# Ministério Federal da Educação da Nigéria
O Ministério Federal da Educação da Nigéria é o órgão do governo que dirige a educação na Nigéria. Foi criado em 1988. O atual Ministro da Educação é Igwe Aja-Nwachukwu, que sucedeu a Obiageli Ezekwesili.

## História
O Presidente Muhammadu Buhari nomeou Adamu Adamu, um conhecido jornalista e leal ao presidente, como ministro da educação em novembro de 2015.